# Cherry Valentine
George Ward (30 de noviembre de 1993-18 de septiembre de 2022), conocido por su nombre artístico Cherry Valentine, fue una drag queen y enfermera de salud mental inglesa que compitió en la segunda temporada del programa de televisión RuPaul's Drag Race UK y fue objeto del documental de la BBC Cherry Valentine: Gypsy Queen and Proud.

## Carrera
Se esperaba que Ward, al igual que su padre, desarrollara una carrera como mecánico. Fue el primer miembro de su familia en ir a la universidad y estudió enfermería de salud mental en la University of Cumbria, donde conoció la escena drag de Mánchester. Tras considerar varios nombres, eligió el de Cherry Valentine para su alter ego drag. Ward se cualificó como enfermera de salud mental en 2015 y comenzó a actuar como Cherry Valentine en 2016 mientras seguía ejerciendo como enfermera, trabajando en cuidados intensivos psiquiátricos infantiles y con adultos con la enfermedad de Huntington.
En diciembre de 2020, Cherry Valentine fue anunciada como una de las doce concursantes de la segunda temporada de RuPaul's Drag Race UK. En una entrevista para el programa, dijo que trabajar como enfermera "me ha puesto en esa posición adecuada en la que soy capaz de entender a la gente un poco más, y si eres una drag queen, trabajas con gente. Al entender a la gente, haces un esfuerzo adicional". Cuando se interrumpió el rodaje del programa durante la pandemia de COVID-19, Ward volvió a trabajar en el Servicio de Salud Mental Nacional (NHS) para ayudar en las tareas de socorro de COVID-19 y en el despliegue de vacunas contra esta enfermedad en el Reino Unido.
Cherry Valentine fue eliminada en el segundo episodio en un reto de lip sync de la canción "Memory" de Elaine Paige del musical Cats (1981) contra su compañera Tayce. En "Queens on Lockdown", un episodio especial de la serie que explora las vidas de los concursantes durante la pandemia de COVID-19, Cherry Valentine habló de volver a trabajar en el NHS. Junto con otros concursantes eliminados, Joe Black y Asttina Mandella, apareció en el quinto episodio -el primero que se rodó tras el bloqueo- "The RuRuvision Song Contest" para tener la oportunidad de volver al concurso y sustituir a Veronica Green, que se vio obligada a retirarse tras dar positivo en COVID. Los concursantes restantes, sin embargo, votaron a favor del regreso de Joe Black. Cherry Valentine hizo su última aparición en la serie en la gran final junto al resto de concursantes eliminados.
En febrero de 2022, Cherry Valentine, junto al resto de concursantes de la serie, se embarcó en "RuPaul's Drag Race UK: The Official Tour".

## Vida personal y muerte

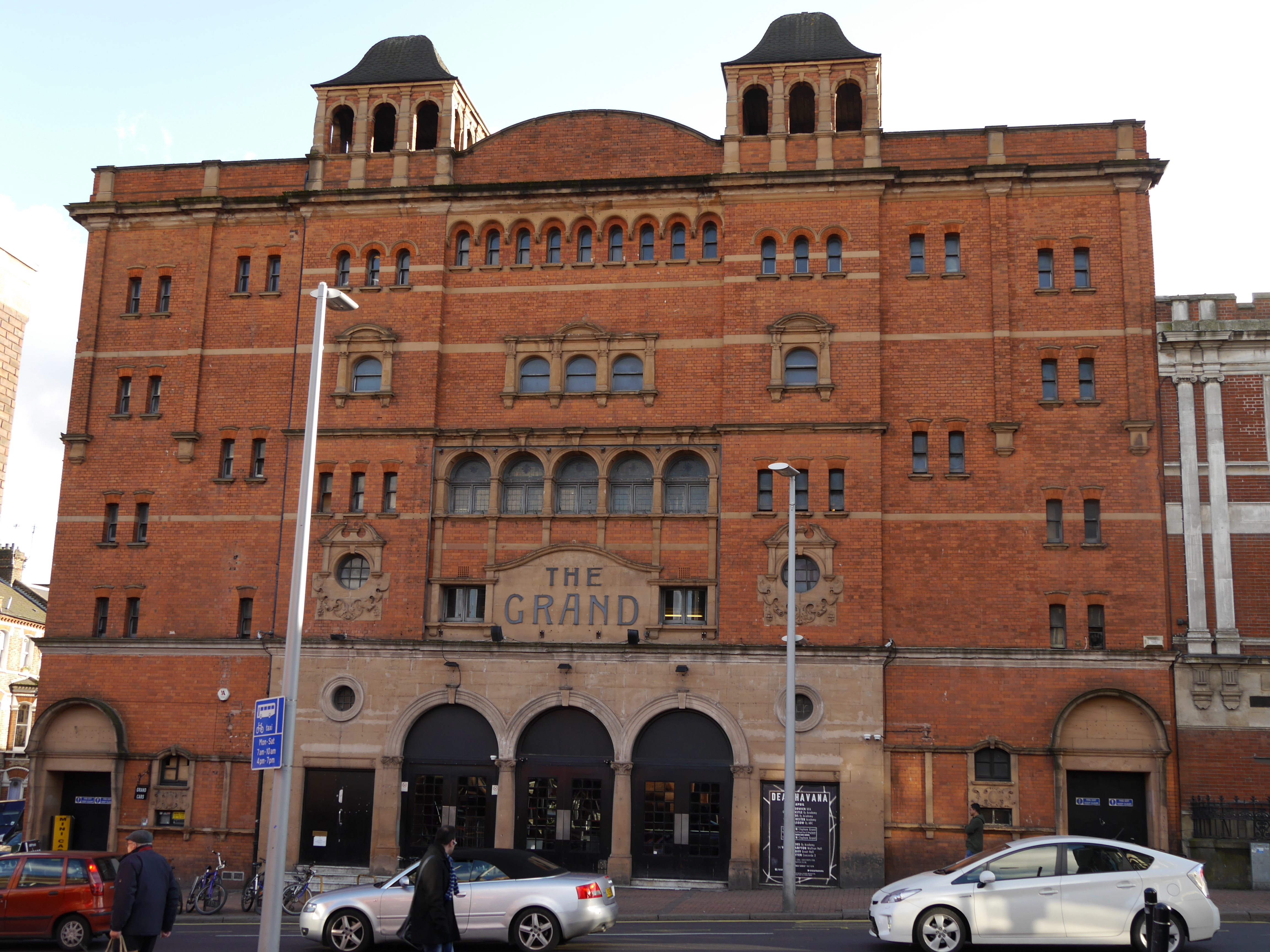
Gran teatro clapham

Ward creció en una comunidad itinerante inglesa en Darlington, County Durham, en el noreste de Inglaterra, y fue la primera drag queen de ascendencia gitana en aparecer en la franquicia de Drag Race. Al hablar de sus orígenes en Drag Race UK, Ward dijo que creció en un entorno estricto en el que no se aceptaba el drag y, como parte de la comunidad LGBTQIA+, ocultó su herencia traveller porque temía recibir "odio o reacciones negativas". En declaraciones a Sister Sister, otra concursante de Drag Race, afirmó: "Crecer [siendo gay] me afectó. No creo que estuviera del todo cuerdo".
Ward confesó su homosexualidad a sus padres escribiéndoles una carta antes de marcharse de casa durante una semana, después de lo cual sus padres le llevaron individualmente a dar una vuelta y hablaron, pero no hablaron de su orientación sexual después de ese incidente. Ward se fue de casa a los 18 años, y volvió a la comunidad itinerante para el documental de 2022 Cherry Valentine: Gypsy Queen and Proud.  Ward era género fluido y utilizaba los pronombres he/they cuando no estaba en drag.
Ward murió el 18 de septiembre de 2022 a los 28 años. El 9 de febrero de 2023, un juez de instrucción registró la muerte de Ward como un suicidio. Tras el anuncio de su muerte, numerosos concursantes de Drag Race le rindieron homenaje, entre ellos sus compañeros de la segunda serie Asttina Mandela, A'Whora, Bimini Bon-Boulash, Ellie Diamond, Ginny Lemon, Joe Black, Lawrence Chaney, Sister Sister, Tayce y Tia Kofi, así como Priyanka y Sum Ting Wong. RuPaul describió a Ward como una "estrella brillante y una persona encantadora" que "siempre estará en [sus] corazones", y Michelle Visage dijo que Ward era "única en su especie, con una risa tan grande como [su] corazón".

## Filmografía

### Televisión
| Año  | Título                                  | Papel       | Notas                         | Ref           |
| ---- | --------------------------------------- | ----------- | ----------------------------- | ------------- |
| 2021 | RuPaul's Drag Race UK                   | Concursante | temporada 2 (Duodécimo lugar) | [ 8 ]         |
| 2022 | Cherry Valentine: Gypsy Queen and Proud | Ella misma  | documental de BBC             | [ 23 ]        |
| 2022 | God Shave the Queens                    | Ella misma  | Temporada 2                   | [ 24 ] [ 25 ] |

### Vídeos musicales
| Año  | Título                               | Artista          | Ref    |
| ---- | ------------------------------------ | ---------------- | ------ |
| 2021 | "My House"                           | Jodie Harsh      | [ 26 ] |
| 2021 | "Aesthetic"                          | Cherry Valentine | [ 27 ] |
| 2021 | "Good Ones" (Drag Performance Video) | Charli XCX       | [ 28 ] |

## Discografía
| Año  | Título              | Artista          | Álbum              | Notas  |
| ---- | ------------------- | ---------------- | ------------------ | ------ |
| 2021 | "Aesthetic"         | Cherry Valentine | Sencillo sin álbum | [ 27 ] |
| 2021 | "Iconic"            | Cherry Valentine | Sencillo sin álbum |        |
| 2022 | "Stay Here Forever" | Cherry Valentine | Sencillo sin álbum |        |

### Como artista destacada
| Título                                                                    | Año  | Álbum              |
| ------------------------------------------------------------------------- | ---- | ------------------ |
| "A Little Bit of Love" (con el elenco de RuPaul's Drag Race UK, Series 2) | 2021 | Sencillo sin álbum |

## Teatro
| Año  | Título                                   | Promotor                      | Ubicaciones | Ref    |
| ---- | ---------------------------------------- | ----------------------------- | --- | ------ |
| 2021 | Squirrel Friends                         | Klub Kids                     | London, Manchester, Birmingham, Liverpool and Newcastle | [ 30 ] |
| 2021 | Tales of the Condemned                   | Throne Events                 | Edinburgh, Newcastle, Manchester, Nottingham, Leeds, Liverpool, Watford and Brighton |        |
| 2022 | RuPaul's Drag Race UK: The Official Tour | Voss Events / World of Wonder | Ipswich, Oxford, Edinburgh, Glasgow, Newcastle, Nottingham, Bournemouth, Southend, Manchester, Sheffield, Blackpool, Llandudno, Birmingham, Cardiff, Liverpool, Basingstoke, Portsmouth, Plymouth, London, Derby, Bristol, Bradford, Aberdeen, Southampton, Stockton, Brighton and Newport | [ 13 ] |

## Premios y nominaciones
| Año  | Premio           | Categoría                               | Trabajo    | Resultados | Ref           |
| ---- | ---------------- | --------------------------------------- | ---------- | ---------- | ------------- |
| 2022 | The WOWIE Awards | Best Instagram (The Curated Feed Award) | Ella misma | Nominada   | [ 31 ] [ 32 ] |